# Pierre-Perthuis
Pierre-Perthuis è un comune francese di 127 abitanti situato nel dipartimento della Yonne nella regione della Borgogna-Franca Contea.

## Società

### Evoluzione demografica
Abitanti censiti